# Marks & Spencer
Marks & Spencer ist ein großes Einzelhandelsunternehmen aus Großbritannien. Das Unternehmen ist neben den Supermarktketten Tesco, Sainsbury’s, ASDA, Morrisons u. a. eines der größten Einzelhandelsunternehmen in Großbritannien. Es betreibt in ganz Großbritannien über 375 Einkaufsläden, die zumeist aus Kaufhäusern in Innenstadtlagen bestehen. Es ist im FTSE 100 Index gelistet.

## Geschichte

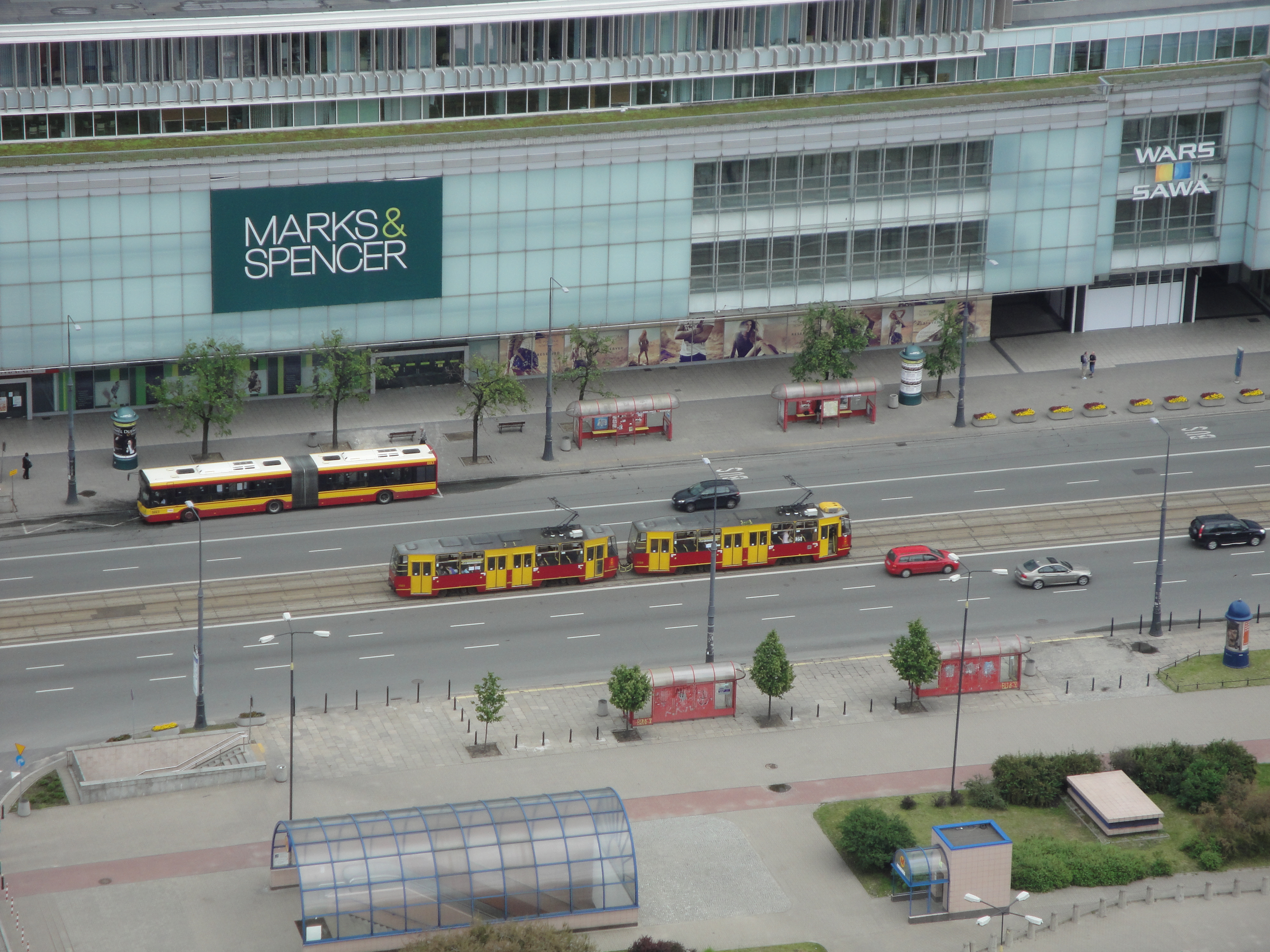
Marks & Spencer in Warschau

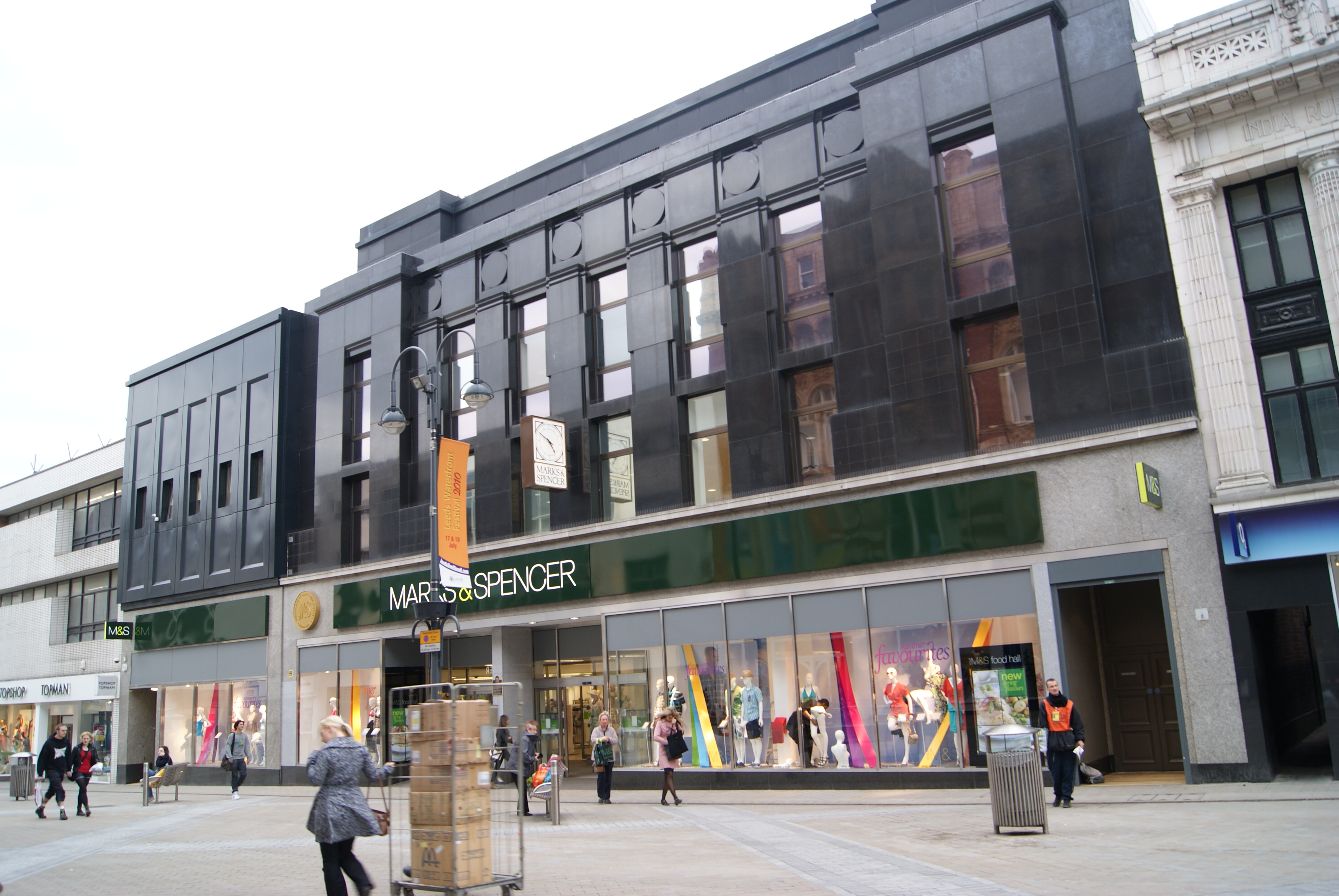
Marks & Spencer, Leeds.

Am Anfang des Unternehmens stand ein Bauchladen, mit dem Michael Marks (polnisch Michał Marks), ein jüdischer Immigrant aus Polen, 1882 anfing, im Nordosten Englands Kurzwaren zu vertreiben. Nach zwei Jahren lieh er sich vom Großhändler Issac Dewhirst fünf Pfund für einen Verkaufsstand auf dem Markt in Leeds. Für seine Waren warb er mit dem ins Auge fallenden Slogan: Don’t ask the price – it’s a penny. Er hatte relativ schnell Erfolg und es entstand eine kleine Kette von Marktständen, die sich „Marks’ Penny Basar“ nannte.
Das Penny-Limit wurde bis zum Ersten Weltkrieg aufrechterhalten. Der Name des Unternehmens hatte sich jedoch geändert, weil Marks 1894 zum Zwecke der geschäftlichen Expansion eine Partnerschaft mit Thomas Spencer einging, der Kassierer bei Dewhirst gewesen war. 1901 wurde das erste Kaufhaus in Manchester eröffnet. 1926 ging Marks & Spencer schließlich an die Börse; das Preislimit betrug zu dieser Zeit fünf Shilling.
1924 begann das Unternehmen, Bekleidung und Unterwäsche direkt vom Hersteller und nicht mehr über den Großhandel zu beziehen. Dadurch hatte Marks & Spencer größeren Einfluss auf die Qualität. Auf dieser Basis wurde dann 1928 das St-Michael-Warenzeichen für alle Waren eingeführt, die nach den eigenen Standards produziert wurden.
Bis in die 1950er wuchs das Unternehmen rasch an, expandierte und vergrößerte das Warenangebot und den Komfort in seinen Warenhäusern (z. B. mit „Cafebars“). 1968 überholte M&S den Konkurrenten Woolworth als größten Einzelhändler in Großbritannien; diesen Status verlor das Unternehmen jedoch 1992 an Sainsbury’s. 1975 wurden die ersten Läden auf dem europäischen Festland eröffnet. Diese Expansionsstrategie wurde 2001 aufgegeben, und die Filialen in Deutschland (Westenhellweg in Dortmund, Zeil in Frankfurt am Main, Köln, Essen u. a.), Belgien und Frankreich wurden verkauft oder geschlossen. 2015 dagegen wurde eine Filiale in Brüssel eröffnet. Die entstandenen Verluste sind Gegenstand der Marks-&-Spencer-Entscheidung des EuGH.
Im Oktober 2012 trat M&S der Detox-Kampagne von Greenpeace bei. M&S unterschrieb eine Selbstverpflichtung, alle gefährlichen Chemikalien aus seiner gesamten Lieferkette und Produktpalette bis 2020 zu entfernen.
Im Mai 2018 kündigte Vorstandsvorsitzender Steve Rowe die Schließung von 100 Filialen an.